# Laphria winnemana
Laphria winnemana là một loài ruồi trong họ Asilidae. Laphria winnemana được McAtee miêu tả năm 1919.